# New Beginnings
『New Beginnings』（ニュー・ビギニングス）は、日本のミュージシャン、布袋寅泰の15枚目のアルバムである。

## 解説
「新たなる始まり」と題した15枚目のオリジナルアルバムである。ソロデビューとなった『GUITARHYTHM』より25周年の節目を迎え、また2012年より活動拠点をロンドンへと移したことも踏まえ「再デビュー」の意味も込められている。
本作はソロ・キャリアのオリジナルアルバム初の試みとして布袋自身によるボーカル・トラックが一切収録されておらず、一部楽曲を除きインストゥルメンタルの楽曲で構成されている。布袋によれば「日本語で歌うことは、時として世界に届けるためには不利だから。かといって今の段階で英語で歌うのは難しい。歌いながらパフォーマンスするのはもっと難しくて中途半端になってしまう。自分の気持ちを比喩したり、独創的な言い回しを歌詞に込めるまでにはまだ遠い」とのことであり、同時に「僕はギタリストであってシンガーではない。これは大いなる武器だし、「BATTLE WITHOUT HONOR OR HUMANITY」が映画の力もあって世界中に届いていることは大きな利点。だから新作（の方向性）は"いける"というところから始まった」という草案だったとのことである。
またこれまでのセルフ・プロデュース・スタイルから一転、外部プロデューサーを起用して制作されており、この点もオリジナルアルバムでは初となる。

キリング・ジョークのベーシストであり、過去4回ブリット・アワードにノミネートされたザ・ヴァーヴの『アーバン・ヒムス』やピンク・フロイドの『The Endless River』などのプロデュースも手がけたユース、ブライアン・イーノのコラボレーターであり、パオロ・ヌティーニ＆ワイルド・ビーストやカール・バラーのプロデュースなどを手がけているレオ・エイブラハムズ、ジェフ・ベックやポール・マッカートニー、ホイットニー・ヒューストン、映画『アメイジング・スパイダーマン2』や『マン・オブ・スティール』のサウンドトラックなどの作品に携わりプロデューサーとして数多くの作品でグラミー賞を受賞しているスティーヴ・リプソン、アポロ440のメンバーにして布袋の友人であり『SUPERSONIC GENERATION』など過去の布袋作品でも共演しているNoko 440と、4名のイギリス人プロデューサーが本作に携わっている。なお布袋を含めたプロデューサー5人のうち、ユース以外の4人はギタリストという共通点がある。
布袋によれば、外部プロデューサーを起用した理由として「日本とイギリスでは楽曲の制作過程からプロモーションのスタイルに至るまで、何もかもやり方が違う。世界で活動していくことを視野に入れてロンドンへ移住した以上、まずは"まな板の上の鯉"となりイギリスでのやり方を1から学ぶ必要があった」と語っている。
本作を制作するに当たり布袋は、"ソリッド"、"兄貴キャラ"など日本における自身の一般的なイメージとはまた違った部分の表現や変化や可能性、自身が東洋人であることを踏まえた世界観を意識したという。特に後者に関しては「（渡英はしても）日本人がイギリス人の真似したっていいことないし、僕自身も必ず残すべきだと感じていた。プロデューサー陣もオリエンタルなリズムなのか、メロディーなのか、そこは残すべきだと全員が口を揃えた」と語っている。
布袋曰く「あくまで世界進出を前提としたアルバムの"日本版"」とのことである。当初はこれまでの自分を知っている人たちに取っ付きやすいものにしようかとも思ったというが「良い意味で日本のファンのために作ったものではないので、1曲1曲に込めた実験性やエキサイトメント、音の真髄に触れてほしい」という想いから、"日本のファン向け"とは考えずに曲順が決められた。
ザ・ストゥージズのメンバーとしてロックの殿堂入りを果たしているイギー・ポップ、ベースメント・ジャックスやディジー・ラスカルなど多くのアーティストとコラボレーションを行っているヴーラ・マリンガ がそれぞれボーカルにて参加している。
本作の楽曲をベースに次作『STRANGERS』が制作されており、日本のみならずイギリスおよびヨーロッパでのリリースへと至っている。

## 録音
渡英後、本格的に制作された初のアルバムであり、トラック2「Walking Through the Night」とトラック5「How the Cookie Crumbles」のボーカル・トラックを除く全楽曲がイギリスにてレコーディングされている。ユニバーサルUKのロス・カラムと出会い意気投合し、幾人かのプロデューサーを紹介されたことが、本作のプロデューサー陣との知遇を得るきっかけとなったという。ロス・カラムから紹介されたプロデューサーの住所を訪ね、まずはセッションしてみるという手法で曲作りを始めていった。
イギー・ポップのボーカル・レコーディングはマイアミにて行われた。
アルバム『MONSTER DRIVE』のレコーディングから前回の『Rock'n Roll Revolution Tour 2013』までメインアンプとなっていた÷13(Divided by 13)の"FTR 37"に代わり、前年のロンドンO2 Shepherd's Bush Empire公演より使用し始めたKEMPERのデジタル・アンプを使用している。これはプロファイリング・アンプであり"FTR 37"のサウンドがプロファイルされている。従ってアンプを持ち歩かなくても、メモリースティック1つあれば世界中で自分のサウンドが再現出来るという代物である。
なお渡英後の布袋は「イギリスでは自分はまだ新人で無名だから「スタジオに着いたらスタッフも機材も揃っていて、パッと閃いたものを作ったらあとは帰るだけ」という日本にいた時のようなスタイルは分不相応である」とし、スタジオのブッキングから機材の運搬やセットアップにセットダウン、楽器のメンテナンスまですべて自らの手で行うようになり、日本在住の時とはレコーディング環境を一変させている。
マスタリングはこれまで多くの布袋作品を手がけたエンジニアであるイアン・クーパーが引退した為、新たにマゼン・ミュラドが起用された。トラック12の『Trick Attck - Theme of Lupin The Third -』レコーディング時に、スティーヴ・リプソンが発した「マゼン・ミュラド以外だったらマスタリングはしなくていい」という言葉が起用のきっかけとなっている。
アルバムのクレジットには記載されていないが、本作のレコーディング絡みでかつて『GUITARHYTHM IV』をレコーディングしたバースのリアルワールド・スタジオも訪れている。

## リリース
2014年10月1日にユニバーサルミュージックのヴァージンレーベルよりリリースされた。
リリースに先駆け「Walking Through the Night (Feat. Iggy Pop) 」がiTunesにて9月17日より先行配信。また公式サイト内にゲストミュージシャンやプロデューサー陣のプロフィール等を記載した特設サイトが開設され、YouTube上にもイギー・ポップのインタビューがアップロードされた。また本作を特集したぴあMOOK「布袋寅泰　ぴあ」もリリースに先駆け9月30日に発売されている。
HMVにて購入特典として特製クリアファイルが配布された。またiTunes限定プレオーダー特典として前年に行った『HOTEI LIVE IN LONDON Electric Samurai -Live at O2 Shepherd's Bush Empire-』より「BATTLE WITHOUT HONOR OR HUMANITY」の音源がアルバム予約者のみに配信されている。

## アートワーク
ソロ1作目の『GUITARHYTHM』を始め、長きに渡り布袋作品に携わっている永石勝がアート・ディレクションを務めた。
ジャケットやブックレットに布袋の写真が一切使用されておらず、これはソロキャリアのオリジナルアルバムでは初となる。

## ツアー
本作を携えてのツアーは『TOMOYASU HOTEI JAPAN TOUR 2014 -Into the Light- 』と題し、2014年10月17日の東松山市民文化センターを皮切りに17都市全18公演を行っている。
当ツアーでは照明設備として、ドイツのキネティック・ライツ社より最新鋭の3D可変LEDシステムが持ち込まれた。当時まだ製品化されておらず、音楽コンサートで使用されるのも世界初という試みであった。ドイツから来日した専門のオペレーター / エンジニアが全公演に帯同し、ゲネプロからツアー最終日まで微調整を重ね、ひとつとして同じ演出でライブが行われることはなかった。ステージ天井部に組まれた16個のLEDトライアングルは当ツアーのロゴマークとしても使用されている。
「今回のツアーは冗長なアドリブがなく、どの曲もカッチリとした世界で聴かせたいから、シーケンサーも極めてシンプルにした」と布袋は語っている。前述したKEMPERのデジタル・アンプを初めてツアーで使用している。また2005年の『HOTEI ROCK THE FUTURE 2005 MONSTER DRIVE BIG PARTY !!!』から前回ツアー『Rock'n Roll Revolution Tour 2013』まで使用していたピート・コーニッシュのサウンド・システムも使用しておらず、エフェクト・ボードも変更されている。
ツアーメンバーは、前年に行われたロンドンでのO2 Shepherd's Bush Empire公演より布袋のステージに参加し、ジョン・マクラフリン、ウェイン・ショーター、ハービー・ハンコック、上原ひろみなどのサポートも務めているトニー・グレイ、『SUPERSONIC GENERATION』より長きに渡り布袋のサポートを務め、デヴィッド・ボウイやグウェン・ステファニーなどのサポートも務めているザッカリー・アルフォード、同じく長年布袋の作品に携わり、abingdon boys schoolのメンバーとしても活動している岸利至の3名が参加した。
ツアーの模様は11月30日のNHKホール公演を収めたライブDVD・Blu-ray『Tomoyasu Hotei Japan Tour -Into The Light-』(2015年)としてリリースされている。またツアー期間中にYouTube上にて「New Chemical」の映像がアップロードされた。（会場は不明）

## 収録曲
| #         | タイトル                                      | 作詞                 | 作曲                             | 時間  |
| --------- | --------------------------------------------- | -------------------- | -------------------------------- | ----- |
| 1.        | 「Medusa」                                    |                      | 布袋寅泰・Youth                  | 5:57  |
| 2.        | 「Walking Through the Night (Feat.Iggy Pop)」 | Iggy Pop             | 布袋寅泰                         | 3:34  |
| 3.        | 「Kill or Kiss」                              | K.Kleiv              | 布袋寅泰・Leo Abrahams           | 4:24  |
| 4.        | 「New Chemical」                              | Norman Fisher -Jones | 布袋寅泰・Norman Fisher -Jones、 | 4:07  |
| 5.        | 「How the Cookie Crumbles (Feat.Iggy Pop)」   | Iggy Pop             | 布袋寅泰                         | 2:46  |
| 6.        | 「Barrel of My Own Gun」                      | Norman Fisher-Jones  | 布袋寅泰・Norman Fisher -Jones   | 3:55  |
| 7.        | 「Sons of Sorrow」                            |                      | 布袋寅泰・Norman Fisher -Jones   | 3:27  |
| 8.        | 「Texas Groove (Feat.Vula Malinga)」          | 布袋寅泰             | 布袋寅泰                         | 3:43  |
| 9.        | 「Into the Light」                            |                      | 布袋寅泰・Leo Abrahams           | 5:08  |
| 10.       | 「The Living」                                |                      | 布袋寅泰・Leo Abrahams           | 4:33  |
| 11.       | 「Departure」                                 |                      | 布袋寅泰・Stephen Lipson         | 4:56  |
| 12.       | 「Trick Attack - Theme of Lupin The Third -」 |                      | 布袋寅泰                         | 3:48  |
| 合計時間: | 合計時間:                                     | 合計時間:            | 合計時間:                        | 50:26 |

## 楽曲解説
1. Medusa
プロデューサーのユース（英語版）とのセッション以前からデモが存在しており、リフを聴いた布袋の長女が「なんかサムライっぽいね」と評したという[2]。ユースからは「アロハ・カトマンズ」という仮タイトルで呼ばれていた。[2]
「メデューサ」というタイトルとなった経緯は、曲中で繰り返される"ガンガン キャーン"というギター・フレーズを、目を見開いたメデューサとそれを見て石へと変わる人々としてイメージしたとのこと。同時に石化した人々を戻すのはメデューサの涙だけというストーリーも、この楽曲の持っている"怖いんだけど儚い、切ない"というイメージと合致したという。[2]
次作『STRANGERS』にも収録されている。
2. Walking Through the Night (Feat. Iggy Pop)

イギー・ポップがボーカルと作詞で参加している。
もともとは布袋がiPhoneに収録していたリフを発展させた楽曲である。[2]
デモが出来上がった時点で個性的な男性ボーカリストに歌ってほしいという草案があり、Noko 440（英語版）の推薦でイギー・ポップへのオファーに至った[1][2]。ダメもとでデモテープを送り返事を待っていたところ、いきなり仮歌の入った音源が返ってきたとのことで、歌メロや歌詞はトラック5の「How the Cookie Crumbles」と共にイギーへ一任している[2]。イギーとのコラボレーション実現には、2014年3月6日に共演を果たしたローリングストーンズのプロデューサーであり、イギーの友人でもあるドン・ウォズの推薦もあったとのこと[5][1]。
イギー・ポップ曰く「夜中に煌々と灯りがついている新宿の街で、孤独で、性的に傷つきやすく、怒りも抱えているような状況を想像して、ちょっと悶々とした感じで書いた。夜中に独りでいると、いつの間にか自分の人生について考えている、というような事も込めている」とのこと。[5]
アルバムリリースに先駆け、2015年9月17日にiTunesにて先行配信された。次作『STRANGERS』にも収録されている。
余談だがイギー・ポップと布袋の交流は本作が初めてではなく、BOØWYの『PSYCHOPATH』レコーディングでベルリンへと向かう際に偶然イギーと飛行機が同じになり、空港でサインをもらおうかドキドキしていたところ、イギー側から「うちのカミさんが君のファンなんでサインしてくれ」と声をかけられたという。[注釈 15]
3. Kill or Kiss

布袋曰く、イントロのギターフレーズはこれまでにない新たな実験的アプローチが施されている。[1]
ブックレットには記載されていないが歌詞が存在し、同じフレーズが繰り返される。この歌詞は、次作『STRANGERS』で確認できる。
次作『STRANGERS』に、シェイ・シガー（英語版）をボーカルに迎え、ギターテイクを新録、歌詞も追加および一部変更されたニューバージョンが収録されている。
4. New Chemical

布袋と岸利至で制作した楽曲であり、そのデモを踏まえてNoko 440と遊んだ楽曲[2]。ほぼデモテープのままとのこと。
当初ロンドンのスタッフからはあまり受けが良くなかったが、布袋が「これは絶対ステージで楽しい曲だから」と主張し、2014年7月に出演したCornbury Music Festival（英語版）等で披露した結果、スタッフ陣も納得したという。[2]
次作『STRANGERS』にラムシュタイン / エミグレイト（英語版）のリヒャルト・Z・クルスペをゲストに迎え、この楽曲をベースにアレンジした「MOVE IT」が収録されている。
5. How the Cookie Crumbles (Feat. Iggy Pop)

イギー・ポップがボーカルと作詞で参加している。
タイトルの「How the Cookie Crumbles」とは英語の慣用句であり、何かがうまくいかない時に「世の中そんなもんさ」といったニュアンスで使われる。
"The Cookie Crumbles（クッキーが砕ける）"というニュアンスから「地球をクッキーに見立て、人間がバカをやると世界が崩れていくことの比喩」としている。歌詞全体は自身をパンクな日本人に見立て、その視点から白人街にいる野良犬が愛を求めるイメージで描いたと語っている。[5]
当初はセイント・ヴィンセントにボーカルをオファーするという草案もあった。[1]
2015年6月15日、ヨーロッパ全土にて配信された。
次作『STRANGERS』にも収録されている。リリック・ビデオも制作され、YouTube上[注釈 16]と『STRANGERS』の特典DVDに収録されている。
6. Barrel of My Own Gun

布袋とNoko 440とキーボードとドラムで2日間やったセッション・テイクをNoko 440が発展された楽曲。
トラック4の「New Chemical」とは対照的に、この楽曲はNoko 440主導で作業が進められた。[2]
曲中にある"Looking down the barrel of My Own Gun"は直訳すると「銃身を（銃口から）覗き込む」、転じて「危機が迫っている、切羽詰まった状況や恐怖に直面している」ことの比喩である。[6]
次作『STRANGERS』にも収録されており、名義が「HOTEI FEATURING NOKO」に変更されている。
7. Sons of Sorrow

「ロンドンに暮らしていると、ガザ地区やパレスチナなど世界の問題や哀しみが日本よりもダイレクトに届いてくる。そうした環境の中で戦うことの悲しさを伝えられたらというコンセプトとなり、それが"Sons of Sorrow (悲しみの息子たち)" というタイトルに表れている」とのこと。[2]
当初は宇宙戦争のようなイメージで描かれていた。[2]
8. Texas Groove (Feat.Vula Malinga ）

ヴーラ・マリンガ（英語版） がボーカルとバッキング・ボーカルで、ラドーナ・ハーレー・ピーターズがバッキング・ボーカルで参加している。
ほぼデモテープのままの仕上がりとなり[1]、"Texas Groove"というタイトルもデモテープの仮タイトルがそのまま採用となった。[2]
次作『STRANGERS』にて、ボーカルにシェイ・シガー（英語版）をボーカルに迎えたニューバージョンが収録されている。
9. Into the Light

当アルバムのツアーは、この「Into the Light」がツアータイトルとなっている。
当初は"David Lynch"という仮タイトルが付けられていた。[2]
次作『STRANGERS』にも収録されている。
10. The Living

当曲はもとより、布袋は「（プロデューサーの）レオのすごいところは僕の弾いたアルペジオの一音一音に余韻を持たせたり、輪郭を際立たせる為のバックグランドをつけるところ。ひとつひとつの音が色彩を滲ませながら次の音に影響していくようなすごく緻密な音作りをしている」と語っている。[1]
11. Departure

プロデューサーのスティーヴ・リプソン（英語版）が出したループに対してキーも決めずにギターを弾き、良かった部分を引き出してコードを加えていくという手法で楽曲を完成させた。[2]
当初布袋はイントロがデヴィッド・ボウイの「チャイナ・ガール」に似ているという理由で収録をためらったが、スティーヴ・リプソンから「チャイナ・ガール？100万年前の曲だぜ」とジョークで返され、収録を決意したという。[1]
当初はこの楽曲をアルバムの1曲目とする草案もあった。[1][2]
次作『STRANGERS』にも収録されている。
12. Trick Attck - Theme of Lupin The Third -

映画『ルパン三世』のメインテーマであり、当アルバムリリースに先駆けてiTunesやレコチョクなどにて配信されている。布袋曰く「(当アルバムの) ボーナス・トラック」。[1]
スティーヴ・リプソンがミックス・エンジニアとして当楽曲に携わっている。

## 参加ミュージシャン
- 布袋寅泰 - ギター、ベース、シンセサイザー
- Iggy Pop - ボーカル (M：2, 5)
- Vula Malinga（英語版） - ボーカル、バッキング・ボーカル (M：8)
- Youth - ベース (M：1)
- Leo Abrahams（英語版） - シンセサイザー、ピアノ、ライブ・トリートメント、プログラミング (M：3, 9, 10)
- Noko 440（英語版） - ボーカル (M：4, 6)、プログラミング (M：4, 6)、ベース (M：6, 7)、キーボード (M：6, 7)、バリトンギター (M：6)、スライドギター (M：6)
- Stephen Lipson（英語版） - ドラム、ベース (M：11)
- LaDonna Harley-Peters - バッキング・ボーカル (M：8)
- 岸利至 - プログラミング (M：2, 4, 5, 8, 9)、オーディオ・エディット (M：2, 4, 5, 8)
- Eddie Banda - ドラム、プログラミング (M：1)
- Michael Rendall - プログラミング (M：1)
- Kira - ボーカル (M：3, 10)
- Emre Ramazanoglu - ドラム、プログラミング (M：3, 9, 10)
- Ewan MacFarlane - ボーカル・スクラッチ (M：4)
- Ashley Krajewski - プログラミング、オーディオ・エディット (M：4, 6, 7)
- Andy Wallance - ハモンドオルガン (M：6)
- Mark Harney - ドラム (M：7)
- 福富幸宏 - プログラミング (M：12)
- 村田陽一 - ホーン・アレンジメント、トロンボーン (M：12)
- 西村浩二 - トランペット (M：12)
- 菅坡雅彦 - トランペット (M：12)
- 山本拓夫 - サクソフォーン (M：12)

## エンジニア

### ミックス・エンジニア
- Matt Lawrence[注釈 17] (M：1, 2, 4, 5, 6, 7, 8, )
- Emre Ramazanoglu[注釈 18] (M：3, 9, 10)
- Stephen Lipson（英語版） (M：11, 12)

### マスタリング・エンジニア
- Mazen Murad[注釈 19]